# Глюкозо-6-фосфатдегидрогеназа
Глюкозо-6-фосфатдегидрогеназа (Г6ФД; G6PD) — цитозольный фермент, входящий в пентозофосфатный путь, метаболический путь, обеспечивающий образование клеточного НАДФ-H из НАДФ+. НАДФ-H необходим для поддержания уровня восстановленного глутатиона в клетке, синтеза жирных кислот и изопреноидов. У человека наследственное нарушение активности Г6ФД, или недостаточность глюкозо-6-фосфатдегидрогеназы, приводит к гемолитической анемии.

## Реакция
Основная катализируемая реакция:
```
D-глюкозо-6-фосфат + NADP
+
 ↔ D-глюконо-1,5-лактон-6-фосфат + NADPH
```

Глюкозо-6-фосфатдегидрогеназа - первый фермент пентозофосфатного гликолиза. Основная функция фермента заключается в восстановлении НАДФ до НАДФН, необходимого для перехода окисленного глутатиона (GSSG) в восстановленную форму. Восстановленный глутатион (GSH) требуется для связывания активных форм кислорода (перекисей). Пентозофосфатный путь не обеспечивает клетку энергией в виде АТФ. Биохимический смысл данного пути в синтезе пентоз, вовлекаемых затем в синтез нуклеиновых кислот, и восстановление НАДФ до НАДФН+Н.
Недостаточность активности фермента снижает энергетические запасы клетки и приводит к развитию гемолиза, тяжесть которого зависит от количества и варианта глюкозо-6-фосфатдегидрогеназы. В зависимости от тяжести дефицита выделяют 3 класса вариантов Г-6-ФД. Дефицит глюкозо-6-фосфатдегидрогеназы сцеплен с Х-хромосомой, наследуется рецессивно. Больные мужского пола всегда гемизиготны, женского - гомозиготны.
Наиболее важная функция пентозного цикла состоит в обеспечении достаточного образования восстановленного никотинамидадениндинуклеотидфосфата (НАДФ) для превращения окисленной формы глутатиона в восстановленную. Этот процесс необходим для физиологической дезактивации соединений окислителей, таких как перекись водорода, накапливающихся в эритроците. При снижении уровня восстановленного глутатиона или активности глюкозо-6-фосфатдегидрогеназы, необходимого для поддержания его в восстановленной форме, под влиянием перекиси водорода происходит окислительное денатурирование гемоглобина и белков мембраны. Денатурированный и преципитированный гемоглобин находится в эритроците в виде включений - телец Гейнца-Эрлиха. Эритроцит с включениями быстро удаляется из циркулирующей крови либо путём внутрисосудистого гемолиза, либо тельца Гейнца с частью мембраны и гемоглобина фагоцитируются клетками ретикулоэндотелиальной системы и эритроцит приобретает вид «надкусанного» (дегмацит).

## Структура
Фермент состоит из 515 аминокислот (молекулярная масса 59,3 кДа). Находится в димерной или тетрамерной форме.

### Изоформы
Существует 2 изоформы фермента: короткая и длинная. Короткая считается канонической как наиболее распространённая. Длинная версия отличается вставкой на месте аргинина-257: R → RGPGRQGGSGSESCSLSLGSLVWGPHALEPGEQGGELRRALASSVPR, что приводит к удлинению молекулы с 515 аминокислот до 561 и увеличению молекулярной массы до 63,8 кДа.

## Потенциально опасные субстанции
Существует много субстанций, потенциально опасных для людей с дефицитом фермента G6PD, различные варианты ответа организма на введение этих субстанций затрудняет предсказание конкретного ответа у конкретного человека. Среди противомалярийных препаратов, которые могут вызвать острый гемолиз у людей с дефицитом фермента G6PD: primaquine, pamaquine и chloroquine. Имеются данные о том, что другие противомалярийные препараты также могут усугубить недостаточность G6PD, но в значительно более высоких дозах. Сульфаниламиды (sulfanilamide, sulfamethoxazole и mafenide), thiazolesulfone, метиленовый синий и нафталин также не должны использоваться у людей с недостаточностью G6PD, также как и некоторые анальгетики: аспирин, phenazopyridine и acetanilide, а также некоторые не-сульфонные антибиотики (nalidixic acid, nitrofurantoin и фуразолидон). Есть данные о том, что она[кто?] вызывает гемолитический криз у новорожденных с недостаточностью G6PD.